# وایت هیث، ایلینوی
وایت هیث (به انگلیسی: White Heath) یک حوزه سرشماری در ایالات متحده آمریکا است که در ایلینوی واقع شده‌است. وایت هیث ۲۹۰ نفر جمعیت دارد.